# Katedrála svaté Kateřiny (Goa)
Katedrála svaté Kateřiny (Goa) (portugalsky Sé Catedral Santa Catarina) je největší římskokatolický chrám postavený Portugalci a to v manýristickém stylu. Nachází se ve městě Velha Goa v Indii, je to metropolitní bazilika arcidiecéze Goa a Daman, v jejímž čele stojí v současnosti patriarcha Filipe Neri Ferrão (2023). Roku 1946 byl kostel povýšen na basilicu minor a roku 1986 prohlášen za Světové dědictví UNESCO. 

## Historie
První křesťanská stavba byla na tomto místě postavena na památku vítězství Portugalců v čele s Alfonsem Albuquerquem v roce 1510 nad muslimskou armádou a dobytí města Goa, které se stalo hlavním městem státu Portugalská Indie. Protože vítězství se slavilo 25. listopadu, v den zasvěcený svaté Kateřině Alexandrijské, byla jí tato kaple zasvěcena. K této první stavbě se vztahuje západní průčelí dvěma deskami v nadpraží portálů: latinská nápisová deska s textem dedikace a letopočtem má uprostřed znak s papežskou tiárou, na postranním portálu je jen kruhový emblém řádu jezuitů s iniciálami IHS a třemi hřeby v paprsčitém nimbu. Ve štítu průčelí katedrály ve 3. patře je v nice vsazená socha sv. Kateřiny.
K pobořené stavbě dal v roce 1552 guvernér Jorge Cabral dostavět hlavní konstrukci současného kostela. Tato stavba začala v roce 1562 za vlády nezletilého portugalského krále Sebastiana a byla dokončena až v roce 1619 za krále Filipa III. portugalského a španělského (vládl 1598-1621), jehož znak pod královskou korunou zdobí suprafenestru okna v 2. patře nad hlavním portálem. Katedrála byla vysvěcena v roce 1640 a vnitřní úpravy pokračovaly do roku 1651. Architektura vně působí jako stylově čistá stavba raného evropského baroka podle jezuitského vzoru. V indických průvodcích je však označována za "portugalskou gotiku".

## Architektura
Katedrála je trojlodní sálová stavba na půdorysu latinského kříže s transeptem a pravoúhlým závěrem. Severní boční loď je oddělena třemi etážemi arkád s emporami, jižní má souvislou dělicí příčku v přízemí prolomenou bočními kaplemi a v patře s emporami. Katedrála měla původně dvě hranolové věže, ale v roce 1776 se jižní věž zřítila a již nebyla obnovena. Ve věži visí 4 zvony, z nichž takzvaný Zlatý zvon je největší v Goa. Stavba byla upravována během 19. století a v roce 1940.  Na katedrálu navazují dvě obytné a úřední budovy arcibiskupství na půdorysu písmene "U" s kašnou ve dvoře. 
V dálkových pohledech na katedrálu opticky navazuje dvouvěžový kostel sv. Františka z Assisi se dvěma osmibokými věžemi v západním průčelí, dostavěnými ve stylu anglické tudorovské novogotiky a konvent františkánů.

## Interiér
- Hlavní oltář je trojpatrový, na vrcholu s dřevořezbou Ukřižovaného Krista mezi apoštoly Petrem a Pavlem, pod nimi sv. Kateřina a další světci.
- Obraz se scénami ze života Svaté Kateřiny Alexandrijské
- Socha a kenotaf svatého Františka Xaverského s jeho relikviemi (nikoliv hrob, ten je v Goa v Bazilice Dobrého Ježíše asi 1 km západně odtud.
- Zlatá růže, kterou roku 1953 katedrále udělil papež Pius XII. spolu s titulem basilica minor.

## Okolí
- Socha žehnajícího Krista Spasitele na mohutném podstavci byla před západním průčelím katedrály vztyčena roku 1930.
- Pamětní kámen z bílého mramoru z roku 1965 v nádvoří katedrály připomíná Andria Rudaminu z Vilniusu (1596-1631), prvního litevského misionáře, jezuitu v Číně a v Indii, který do Goy dorazil 22. srpna 1625.[4]

## Galerie

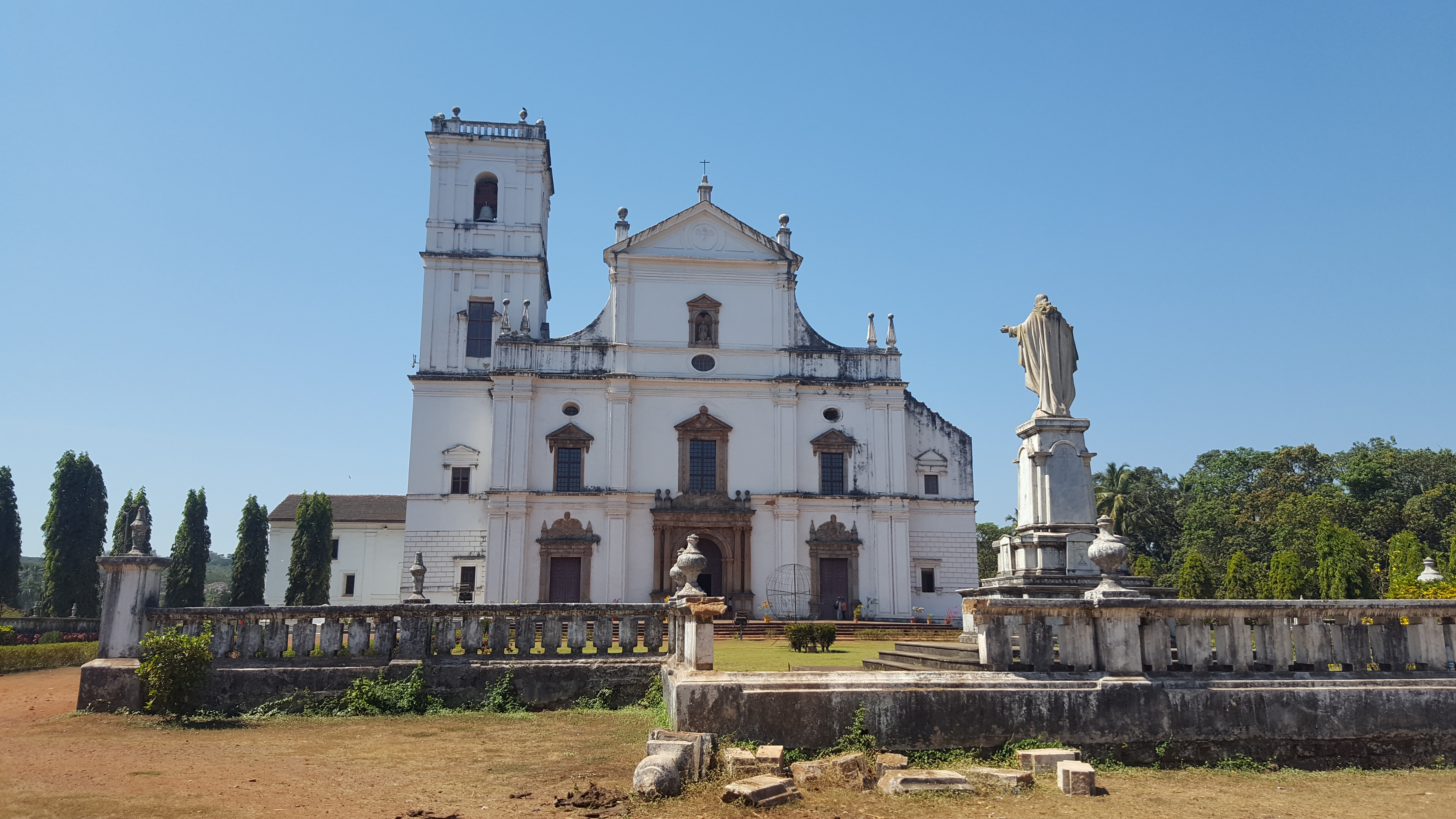
Západní průčelí a socha Krista Spasitele
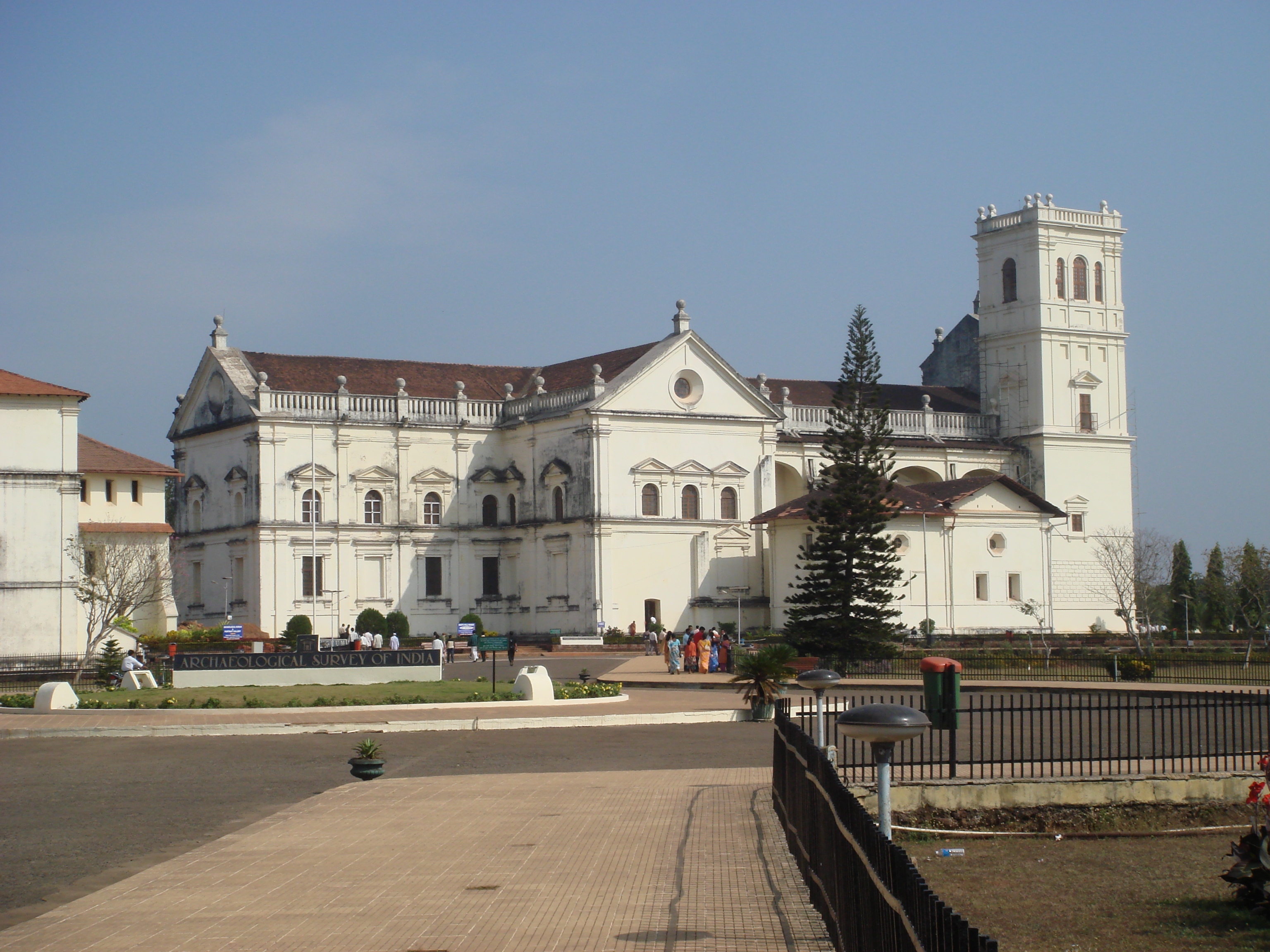
Pohled ze severu
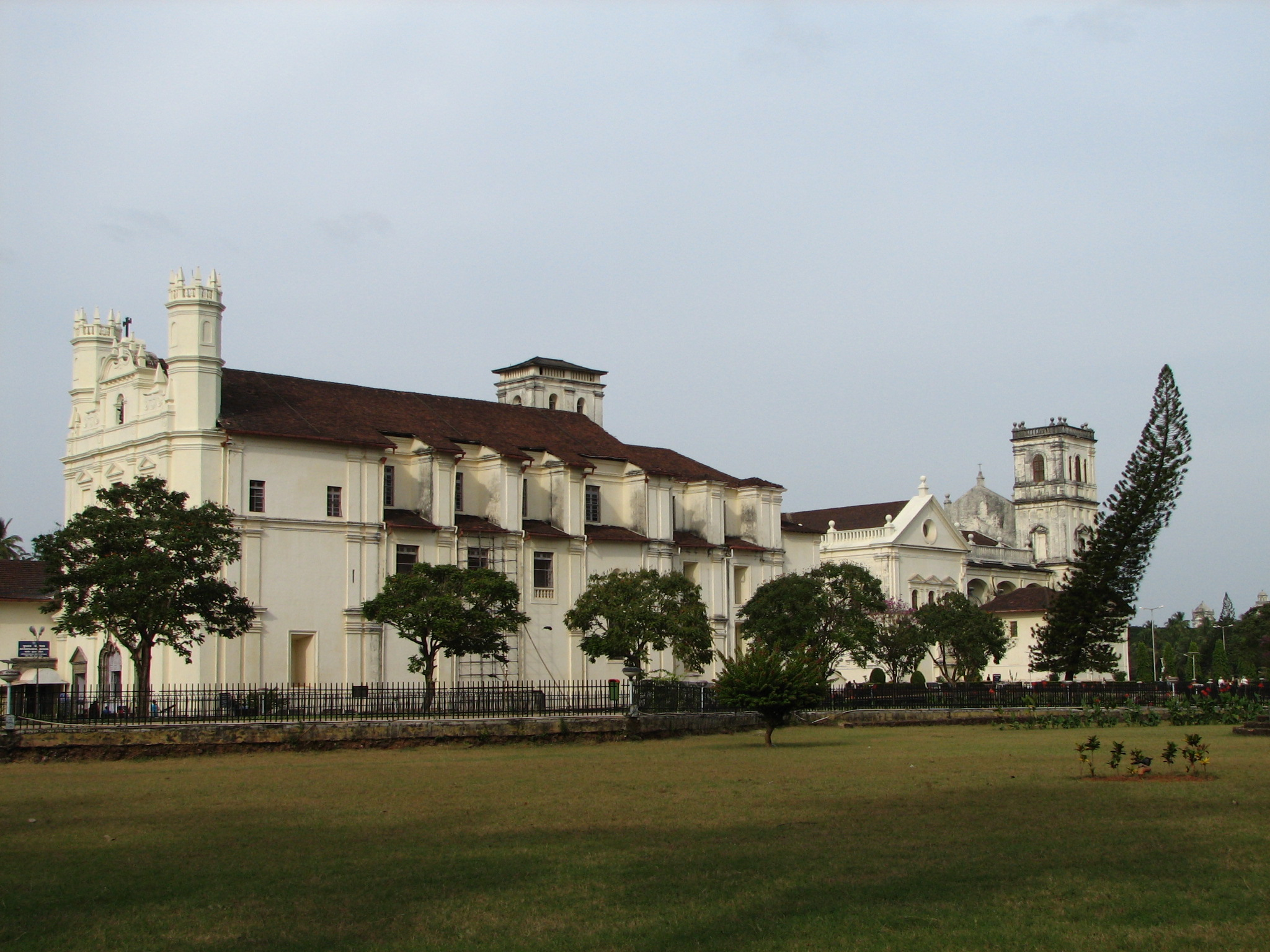
Kostel sv. Františka, za ním katedrála
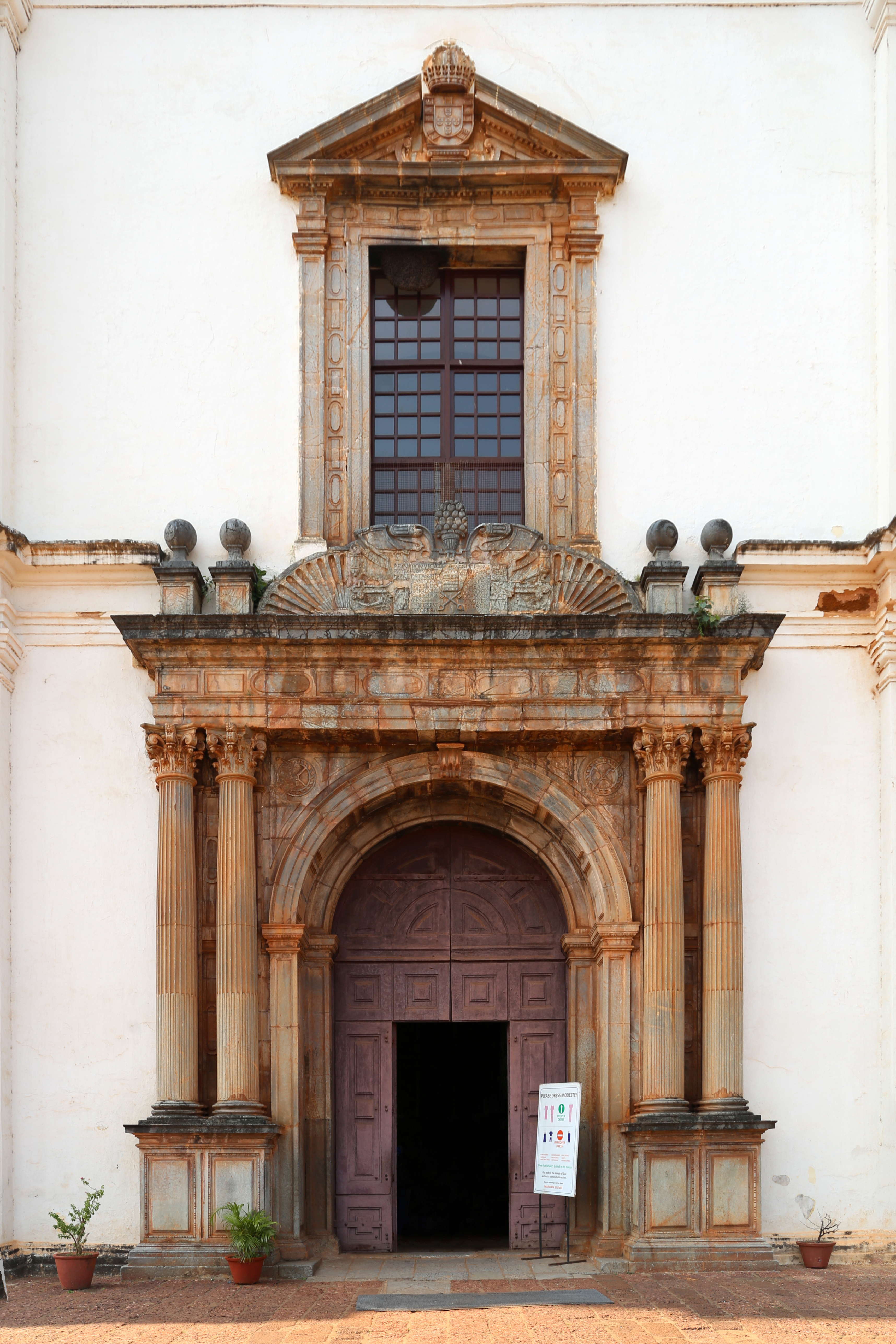
Hlavní portál
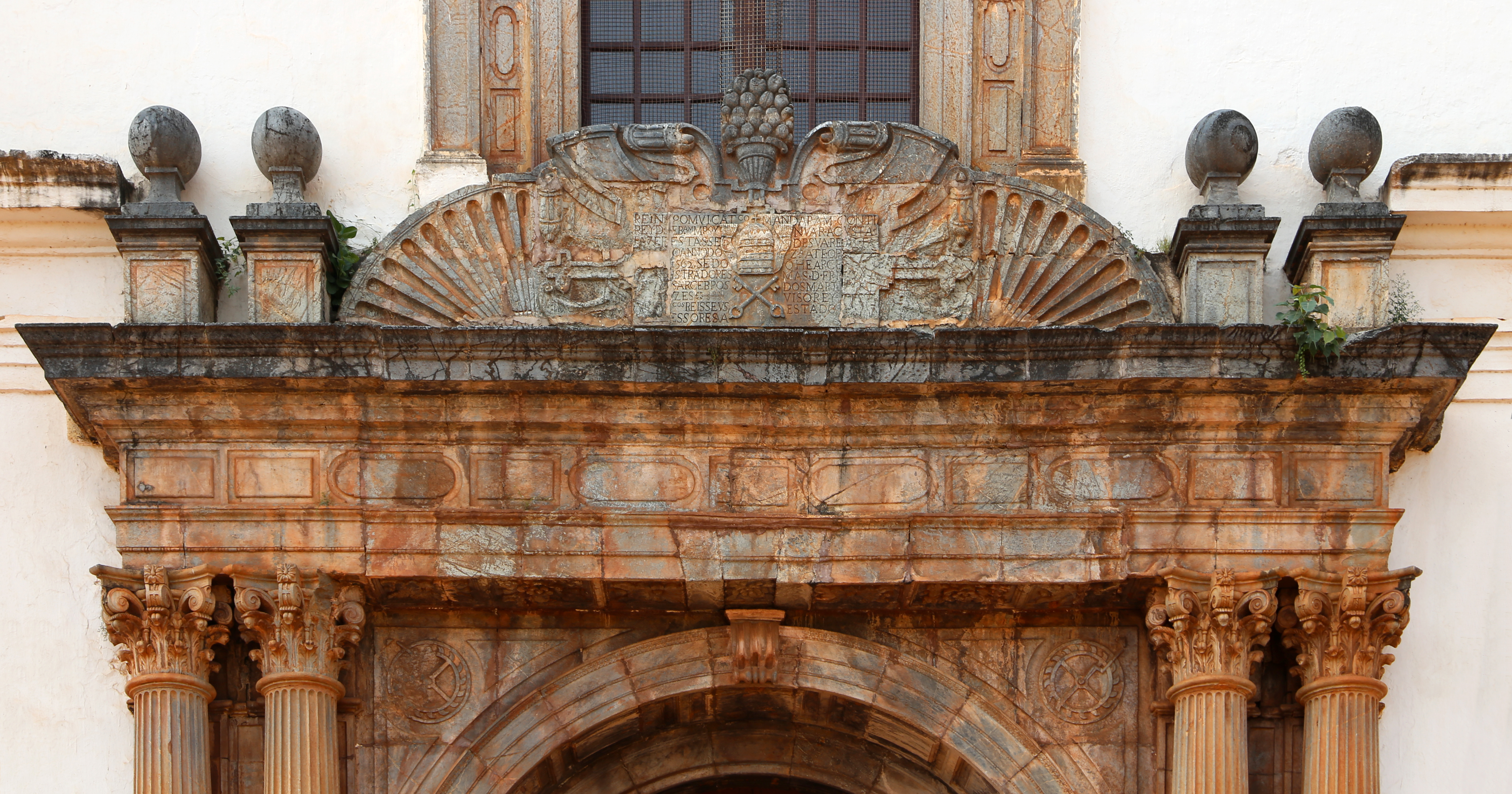
Papežský znak na hlavním portálu
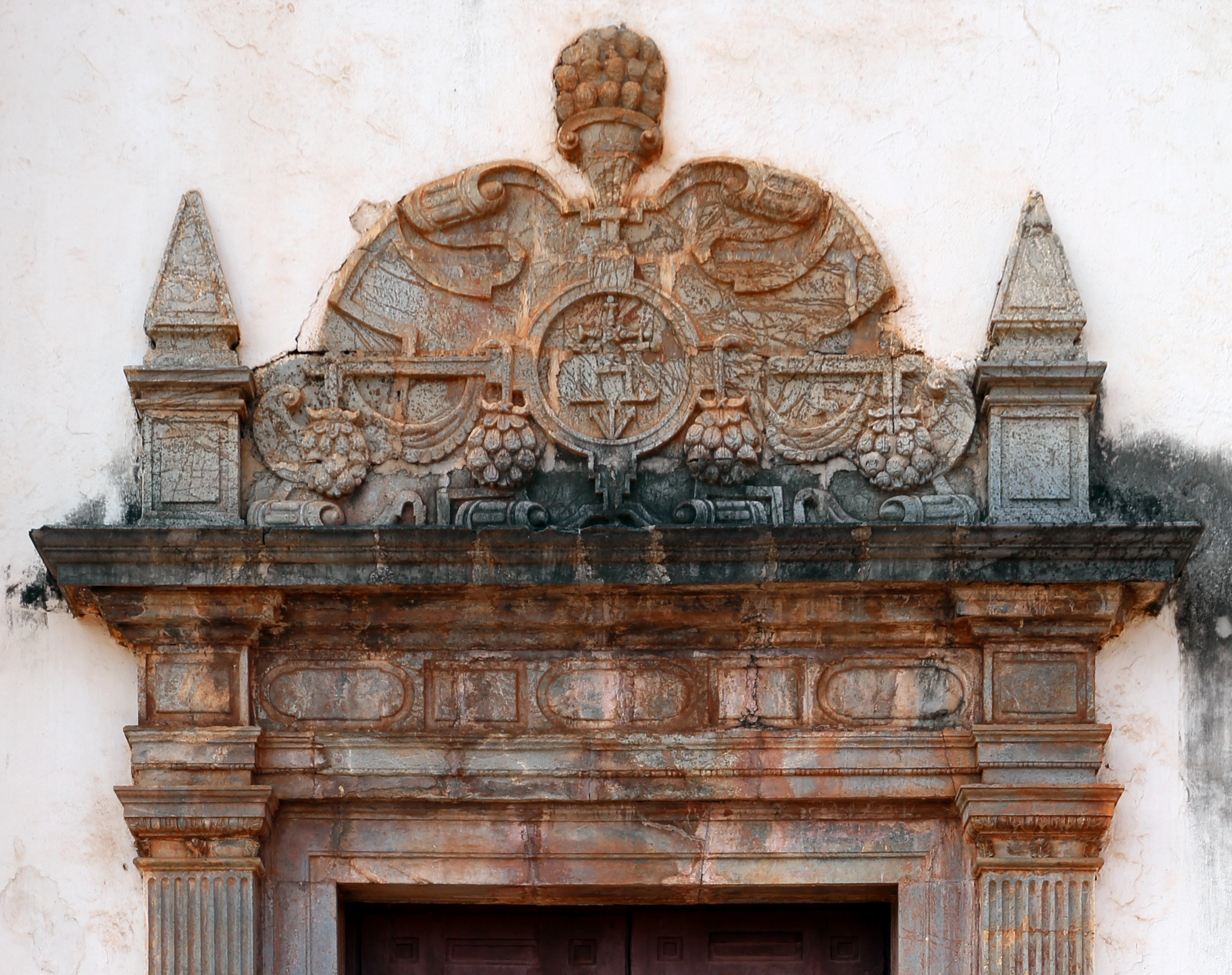
Znak jezuitů na bočním portálu
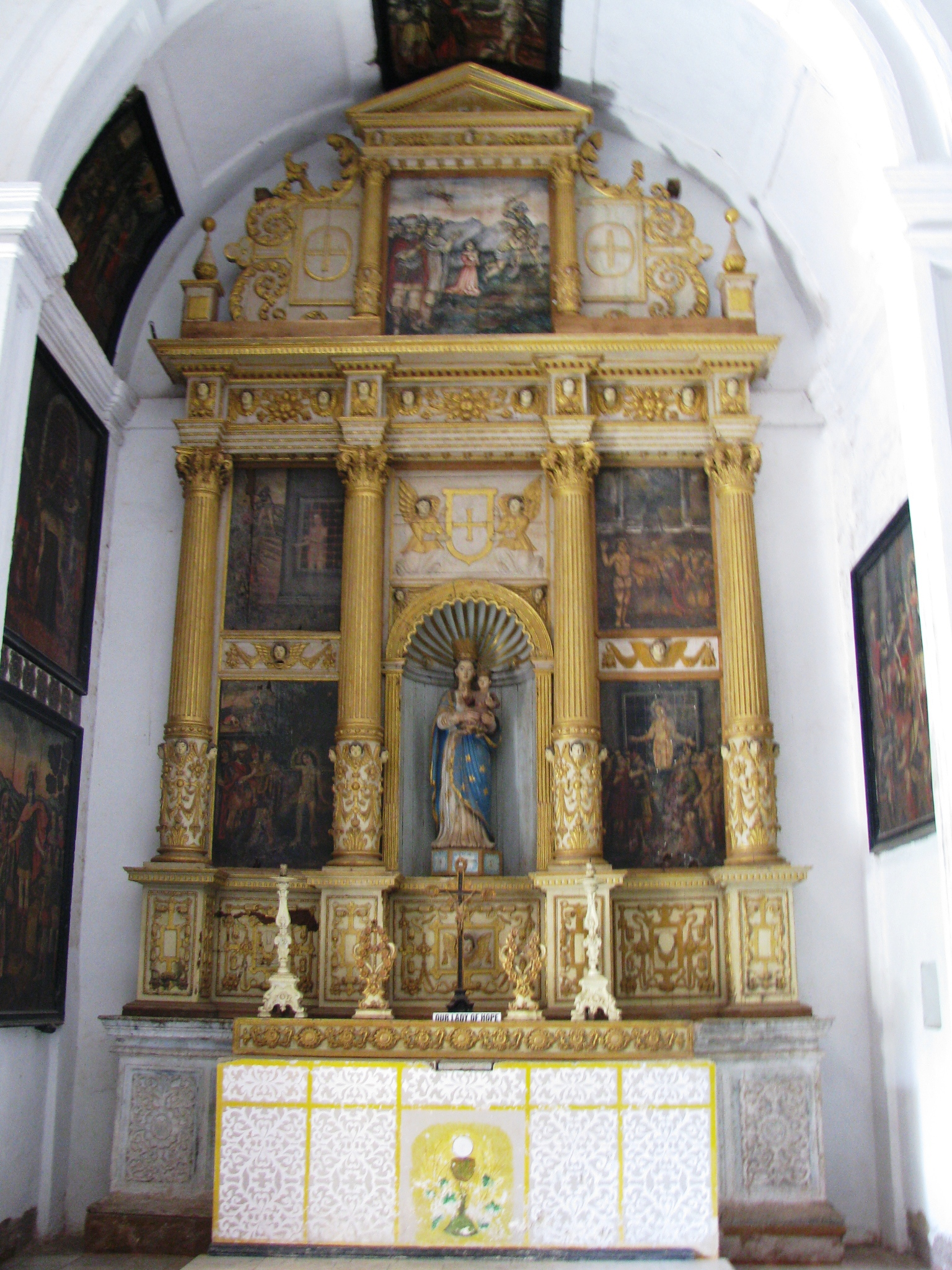
Kaple Panny Marie
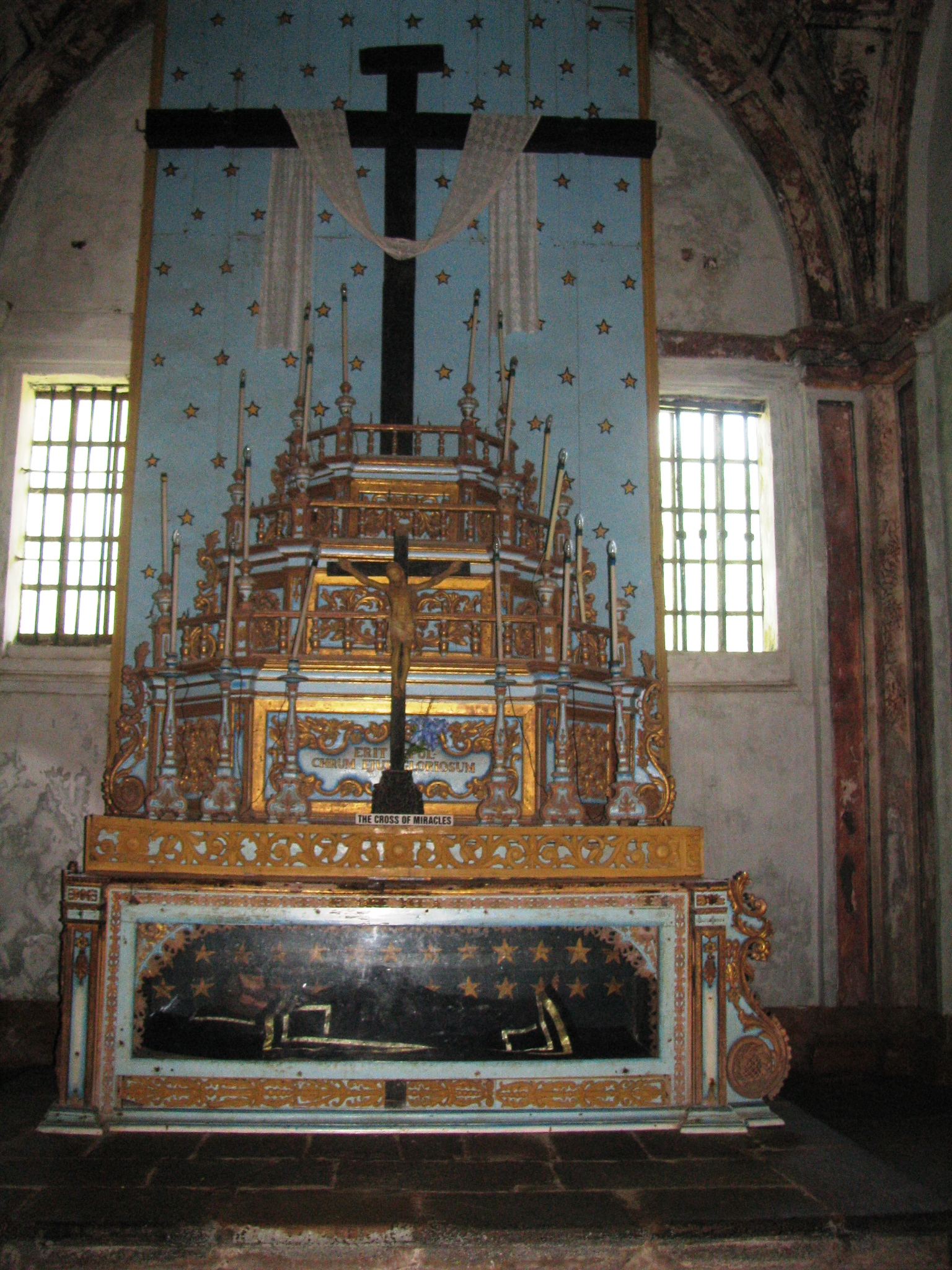
Kaple Zázračného kříže s kenotafem Františka Xaverského